# 도야조촌
도야조촌(鳥屋城村)은 와카야마현 아리다군에 설치되었던 촌이다. 현재의 아리다가와정 남서부에 해당한다.

## 역사
- 1889년 4월 1일 - 정촌제 시행에 의해 7촌의 구역을 가지고 성립하였다.
- 1955년 4월 1일 - 이시가키촌, 사시키촌과 합병해 가나야정이 성립하여, 동일 도야조촌은 폐지되었다.

## 참고문헌
- 角川日本地名大辞典 30 和歌山県